# Nebužely
Obec Nebužely se nachází v okrese Mělník, kraj Středočeský. Rozkládají se asi jedenáct kilometrů severovýchodně od Mělníka. Žije zde 411 obyvatel.

## Historie
První písemná zmínka o obci pochází z roku 1227. Po vydání tolerančního patentu patřili místní obyvatelé mezi první, kteří si ve středočeském kraji postavili kolem roku 1785  toleranční modlitebnu a odklonili se od katolické církve. Modlitebna byla později přestavěna na evangelický kostel.

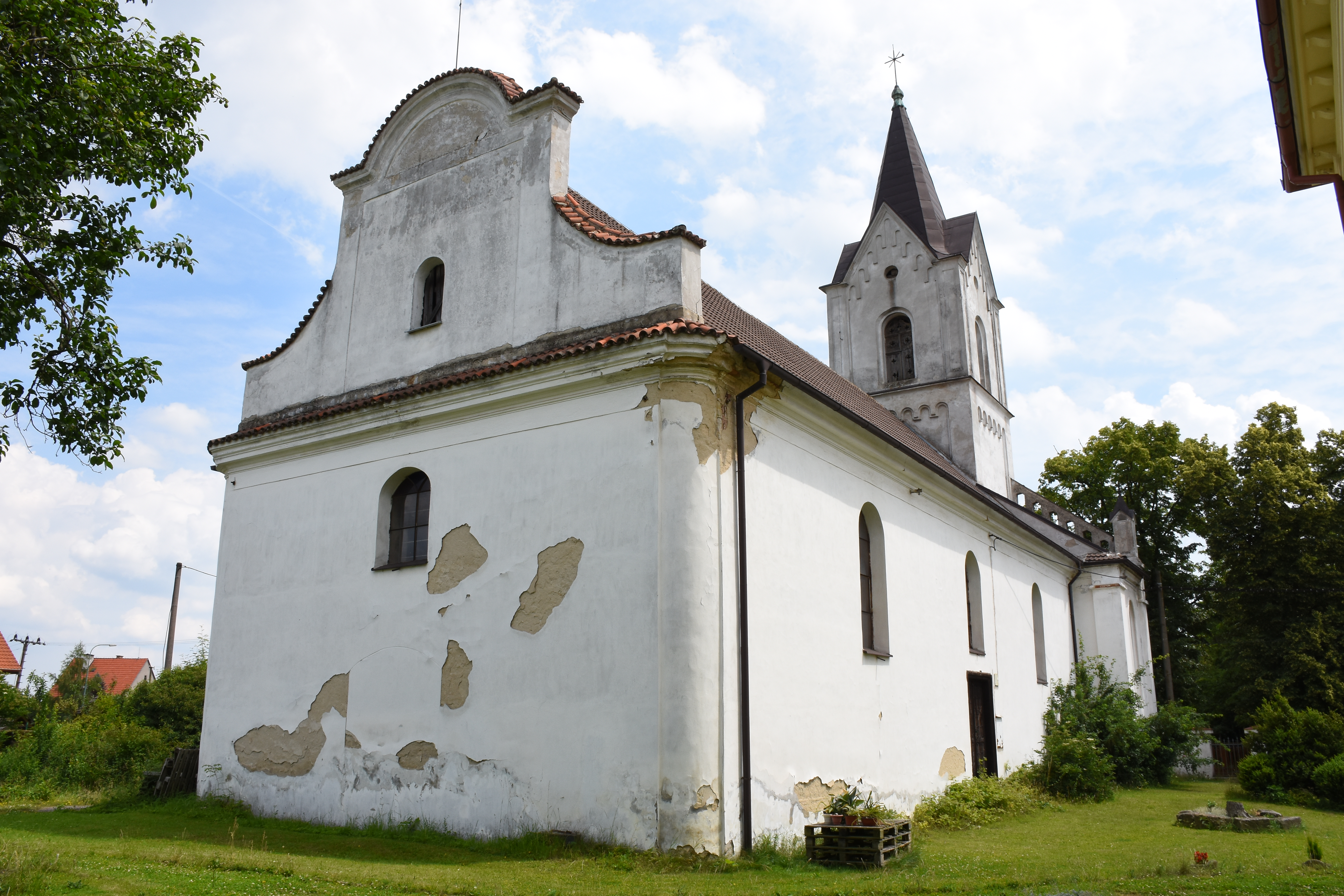
Kostel českobratrské církve evangelické (rok 2015)

### Územněsprávní začlenění
Dějiny územněsprávního začleňování zahrnují období od roku 1850 do současnosti. V chronologickém přehledu je uvedena územně administrativní příslušnost obce v roce, kdy ke změně došlo:
- 1850 země česká, kraj Praha, politický i soudní okres Mělník,[5]
- 1855 země česká, kraj Praha, soudní okres Mělník,
- 1868 země česká, kraj Praha, politický i soudní okres Mělník,
- 1939 země česká, Oberlandrat Mělník, politický i soudní okres Mělník,[6]
- 1942 země česká, Oberlandrat Praha, politický i soudní okres Mělník,[7]
- 1945 země česká, správní i soudní okres Mělník,[8]
- 1949 Pražský kraj, okres Mělník,[9]
- 1960 Středočeský kraj, okres Mělník,
- 2003 Středočeský kraj, okres Mělník, obec s rozšířenou působností Mělník.

### Rok 1932
V obci Nebužely (707 obyvatel, poštovní úřad, telefonní úřad, telegrafní úřad, četnická stanice, katol. kostel, evang. kostel) byly v roce 1932 evidovány tyto živnosti a obchody: cihelna, holič, hospodářské strojní družstvo, 4 hostince, kolář, 2 kováři, krejčí, mlýn, 3 obuvníci, pekař, pohřební ústav, porodní asistentka, 9 rolníků, 2 řezníci, sadař, 2 sedláři, 3 obchody se smíšeným zbožím, soustružník, spořitelní a záložní spolek pro Nebužely, trafika, truhlář, obchod s vápnem, zámečník, zednický mistr, obchod se zemskými plodinami.

## Přírodní poměry a turistika
Vesnice stojí na hranici chráněné krajinné oblasti Kokořínsko – Máchův kraj. Do západní části katastrálního území Nebužely zasahuje přírodní rezervace Kokořínský důl.
Obcí vede cyklotrasa č. 8170 Kroužek – Nebužely – Živonín – Řepín – Řepínský důl. Území Řepína protíná cyklotrasa č. 0008 V Lukách – Řepínský důl – Vrátno – Nosálov.

## Pamětihodnosti
- Kostel Českobratrské církve evangelické
- Kostel svatého Jiljí
- Hřbitov, hrobka Fabiánových z Velkého Újezda
- Vodní mlýn Kroužek
- Fara

## Zajímavosti
Ve zdejší dostihové stáji trénuje k roku 2015 žokej Josef Bartoš, trojnásobný vítěz Velké pardubické a držitel mnoha dalších ocenění. Samotná stáj patří Bartošovu otci.

## Doprava
Dopravní síť
- Pozemní komunikace – Obcí prochází II/273 Mělník – Nebužely – Mšeno – Doksy.
- Železnice – Obec Nebužely leží na železniční trati Mladá Boleslav – Mšeno – Mělník. Jde o jednokolejnou regionální trať, doprava byla v tomto úseku trati zahájena roku 1897. Pod zastavěným územím Nebužel se nachází zastávka Nebužely a u cihelny na okraji katastrálního území ještě zastávka Živonín.

Veřejná doprava 2012
- Autobusová doprava – Z obce vedly autobusové linky do těchto cílů: Kokořín, Mělnické Vtelno, Mělník, Mšeno, Řepín (dopravci ČSAD Střední Čechy a Kokořínský SOK).
- Železniční doprava – Železniční zastávkou Nebužely jezdilo denně 6 párů osobních vlaků.

## Galerie

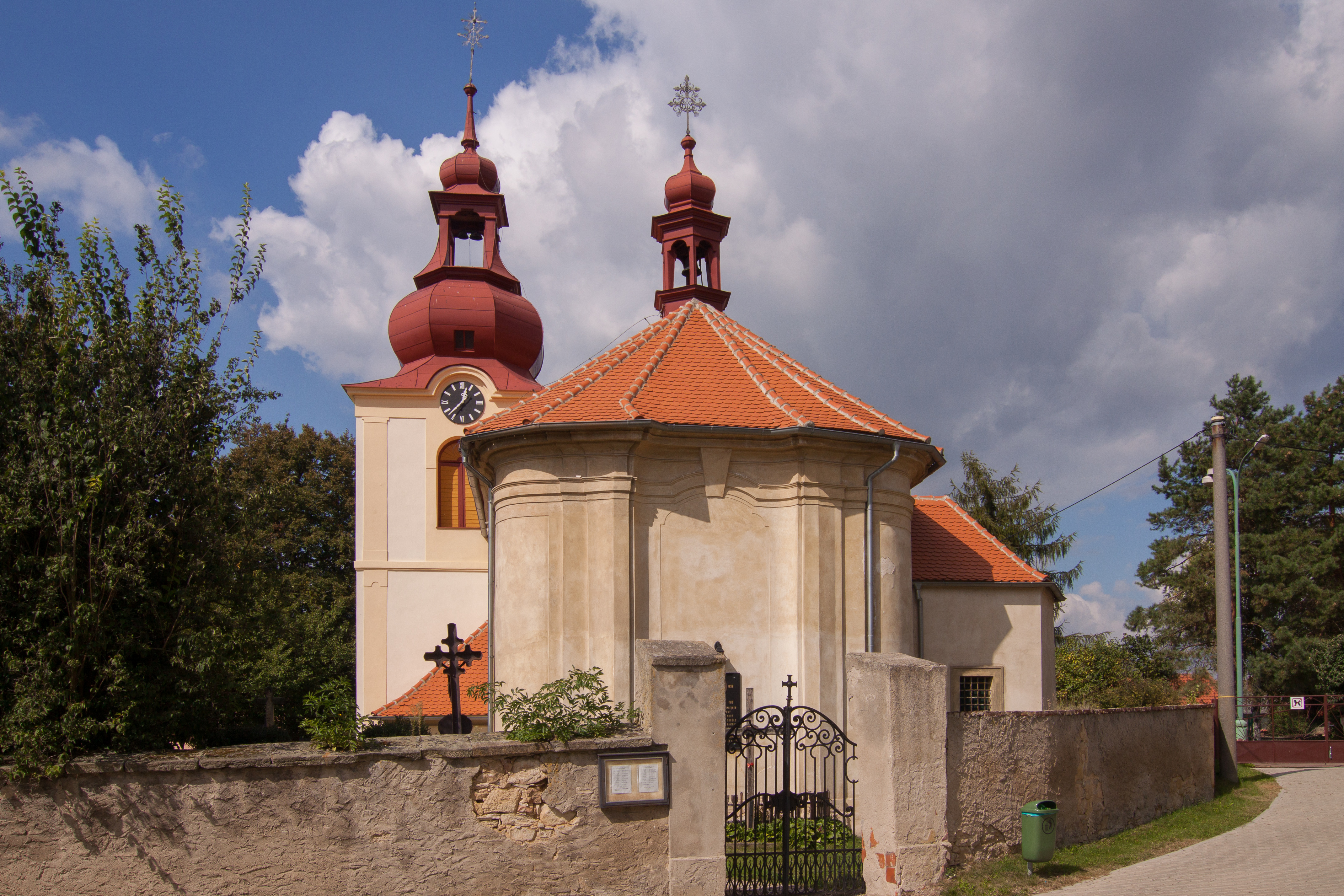
Kostel sv. Jiljí
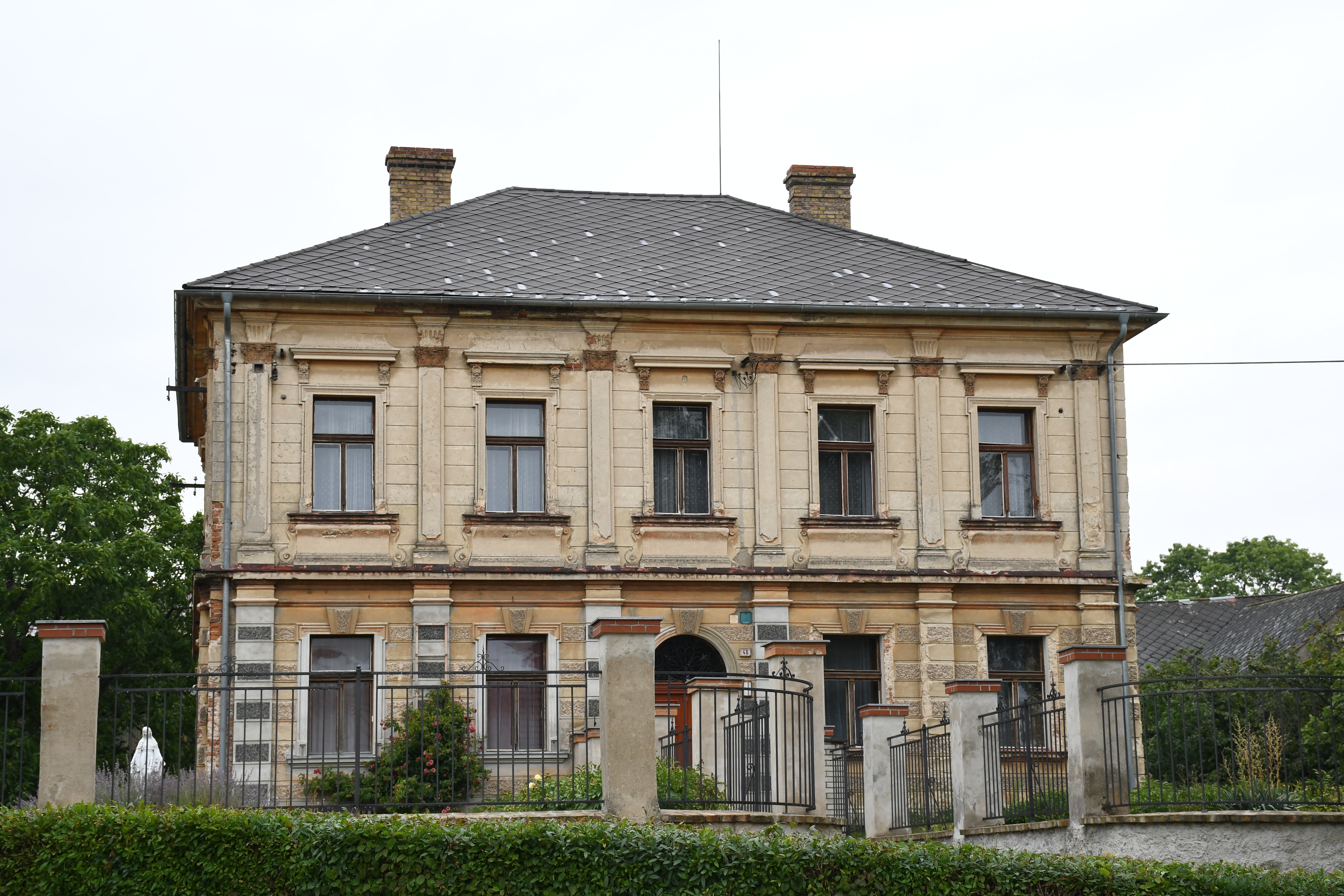
Budova katolické fary
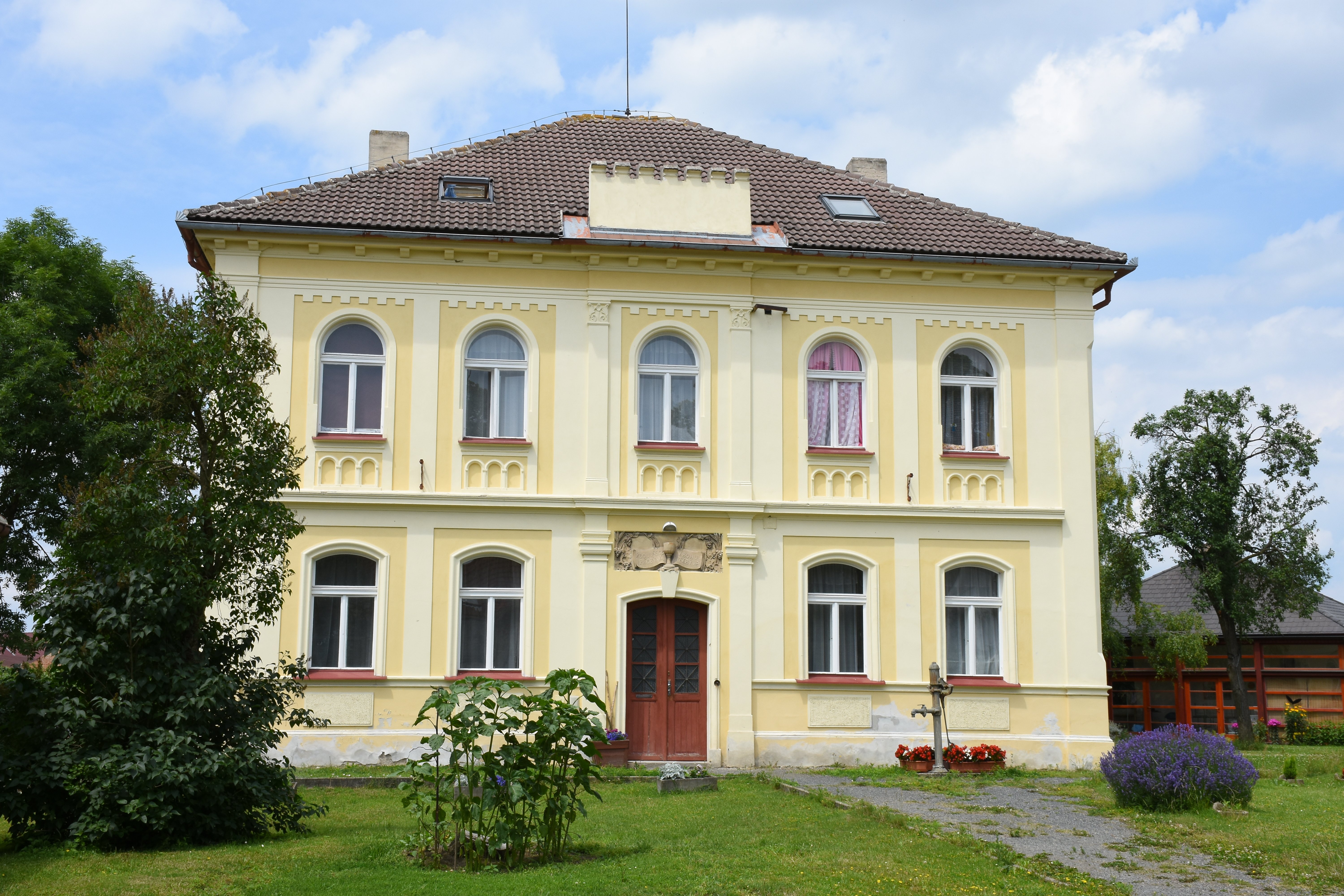
Budova evangelické fary
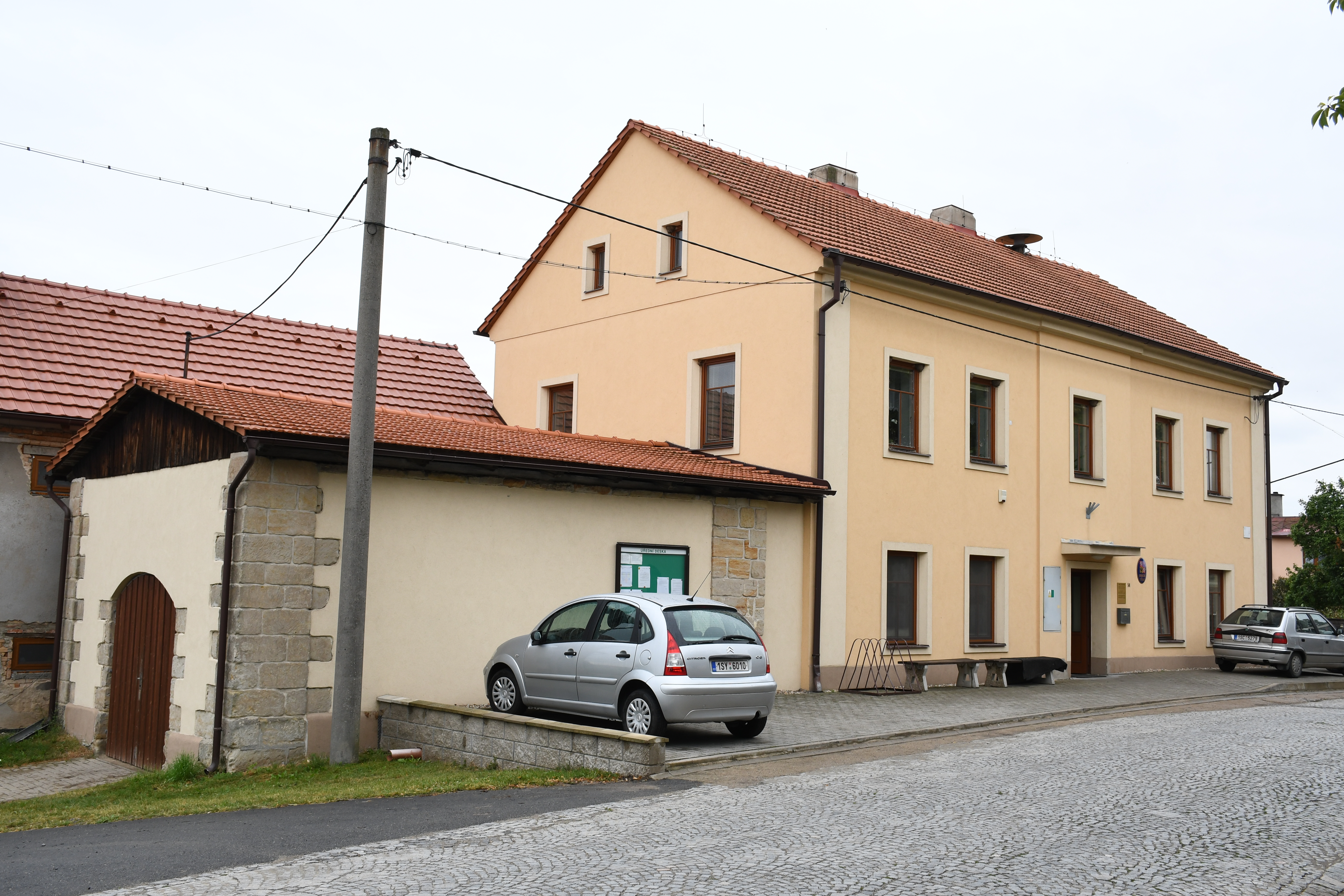
Budova obecního úřadu
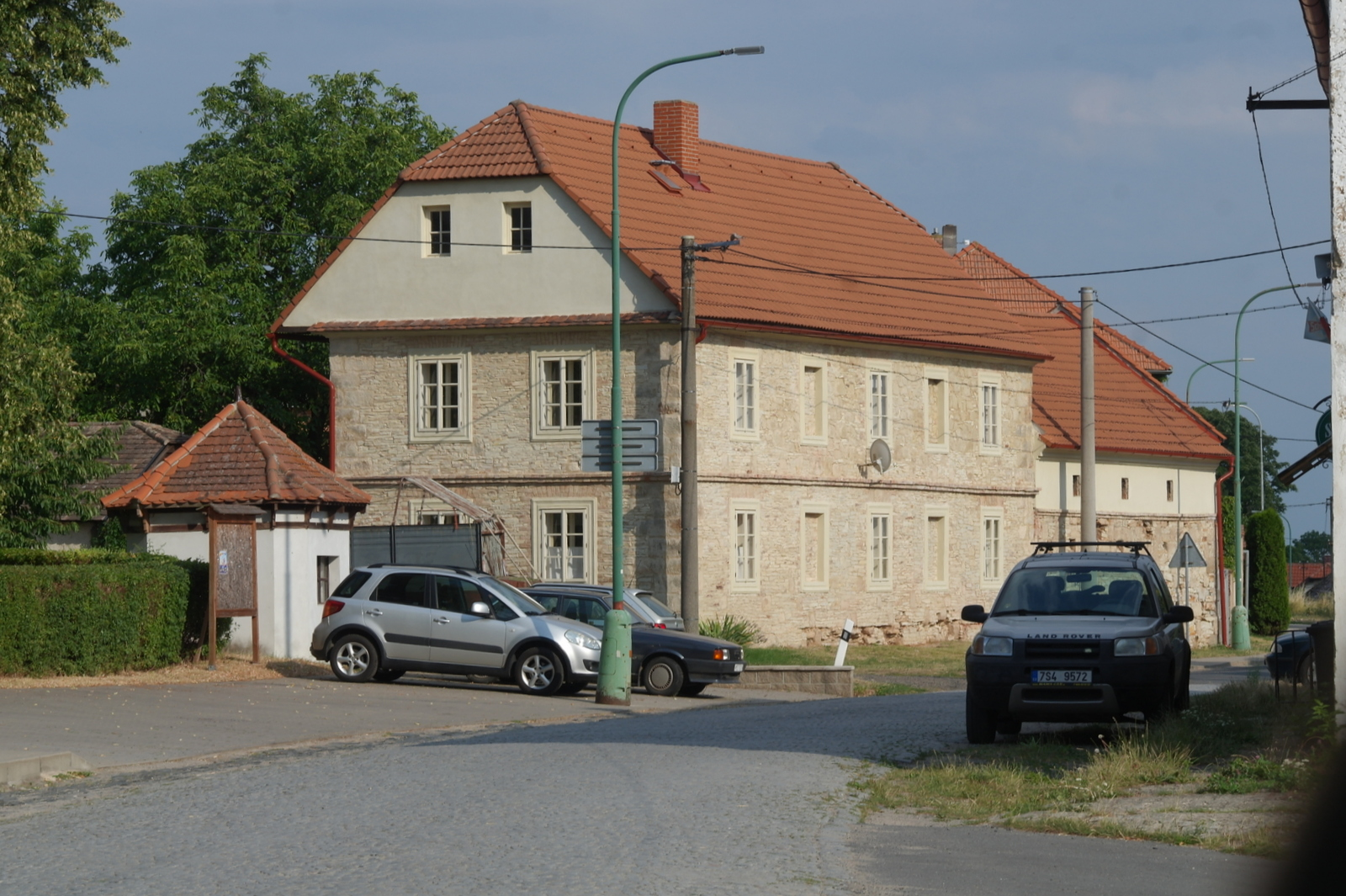
Budova č. p. 44